# Clytocerus aegeicus
Clytocerus aegeicus är en tvåvingeart som beskrevs av Vaillant 1983. Clytocerus aegeicus ingår i släktet Clytocerus och familjen fjärilsmyggor.
Artens utbredningsområde är Grekland. Inga underarter finns listade i Catalogue of Life.